# Saint George Anglican Church

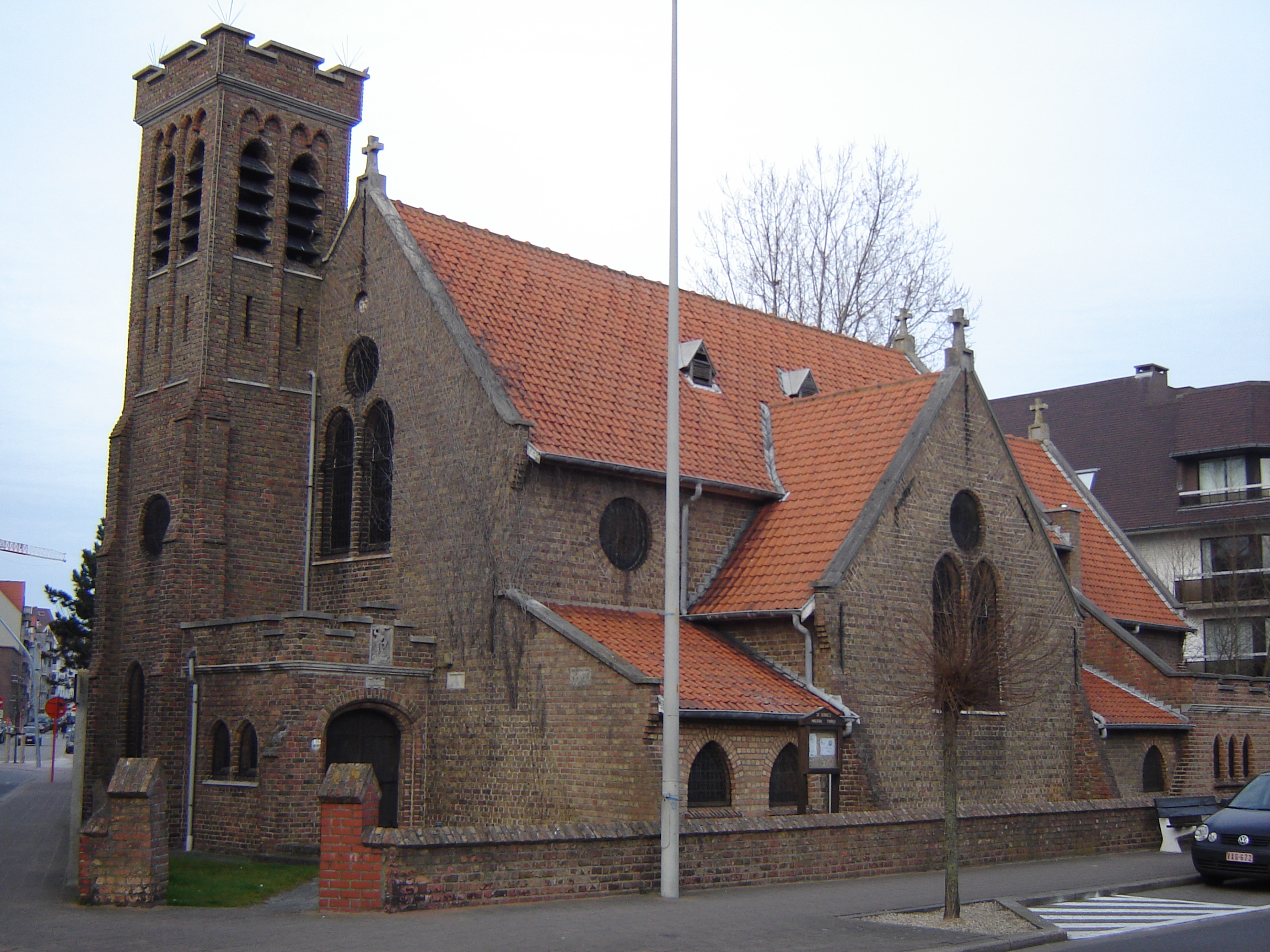
Saint George Anglican Church

De Saint George Anglican Church is een Anglicaans kerkgebouw aan de Zoutelaan 77 in de tot de West-Vlaamse gemeente Knokke-Heist behorende plaats Het Zoute. De bakstenen kerk is in neogotische stijl en de architect was Antoine Dugardyn.

## Geschiedenis
De kerk werd gebouwd in 1911 ten behoeve van de vele Engelsen die Knokke en Het Zoute bezochten. Tijdens de Eerste Wereldoorlog werd de kerk gebruikt als paardenstal door het Duitse leger, en daarna nog enige tijd door het Belgische leger. Daarna werd het weer een kerk. In 1926 werd een galerij tegen de middenbeuk gebouwd en werd het gekanteelde voorgebouwde torentje toegevoegd. In 1928 werd de kerk nog met een altaargedeelte en een dienstgebouw uitgebreid.
Tijdens de Tweede Wereldoorlog werd de kerk opnieuw zwaar beschadigd. In 1953 werd de herstelde kerk weer in gebruik genomen.